# Rudolph Wiegmann

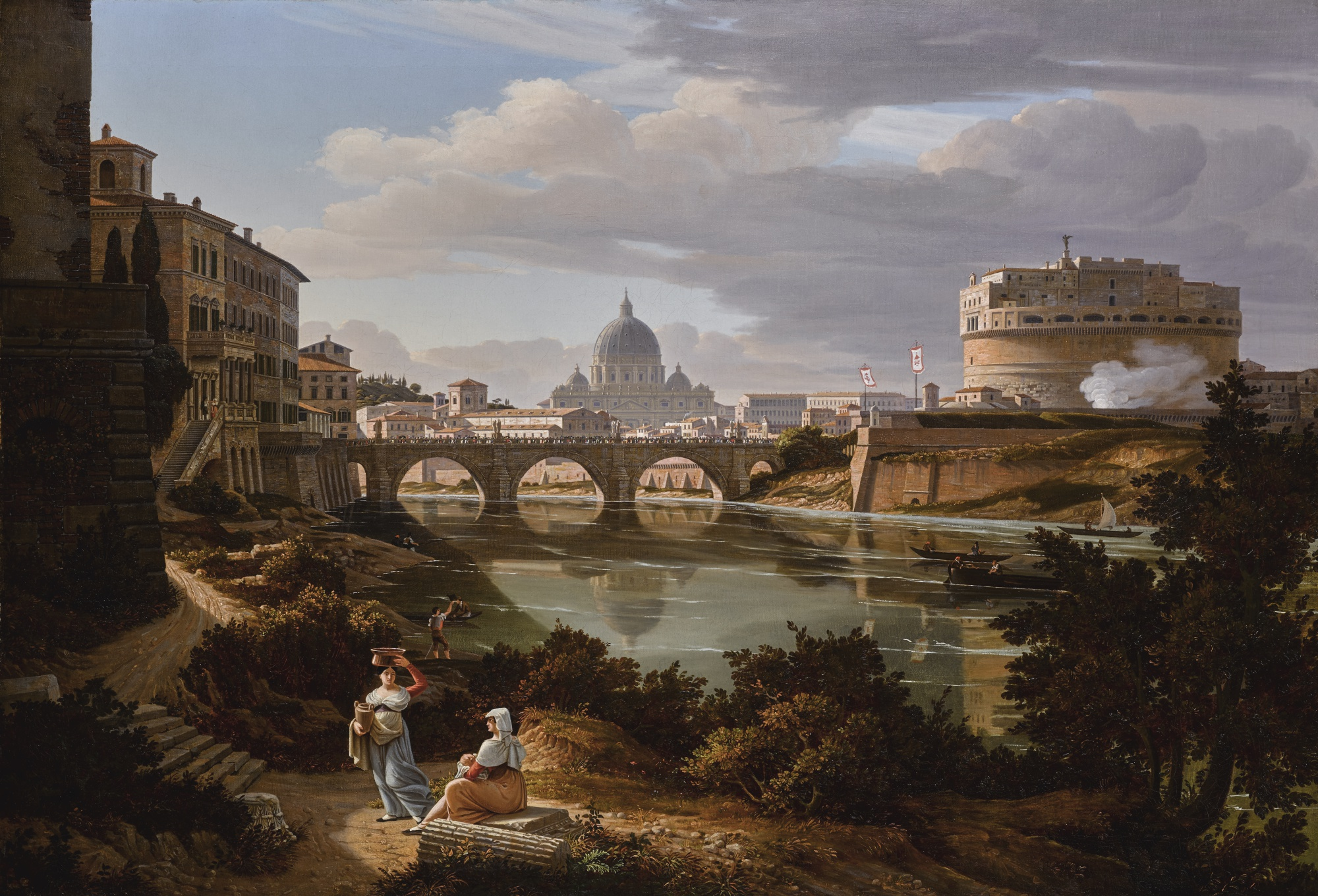
Rudolph Wiegmann – Vy över Tibern med Peterskyrkan och Castel Sant'Angelo (1834).

Heinrich Ernst Gottfried Rudolph Wiegmann, född 17 april 1805 i Adensen (numera tillhörigt Nordstemmen), död 17 april 1865 i Düsseldorf, var en tysk arkitekt och konstnär. Han var gift med Marie Wiegmann.
Wiegmann utgav 1836 ett verk om äldre mästares måleri, varigenom han råkade i strid med Leo von Klenze. Han blev sedan professor i arkitektur och perspektiv vid akademien i Düsseldorf, gjorde åtskilliga utkast, såsom till en akademibyggnad och till Wilhelm von Schadows hus, samt utmärkte sig även som landskapsmålare. 